# Blaesoxipha rudis
Blaesoxipha rudis är en tvåvingeart som först beskrevs av Aldrich 1916.  Blaesoxipha rudis ingår i släktet Blaesoxipha och familjen köttflugor. Inga underarter finns listade i Catalogue of Life.